# Berkley (Virginie)
Pour les articles homonymes, voir Berkley.
Berkley était une ville du comté de Norfolk (en), en Virginie, aux États-Unis. Fondée par l'assemblée générale de Virginie, en 1890, elle est située sur la rive Est de la rivière Elizabeth River dans la ville de Norfolk, dans la région de South Hampton Roads (en). Le 1er janvier 1906, la ville de Berkley est annexée par celle de Norfolk et est maintenant considérée comme un quartier de cette ville. Les autres parties du comté de Norfolk ont été intégrées à la ville de South Norfolk (en), en 1963 pour former la ville de Chesapeake (Virginie).

## Personnalité de Berkley
- Peggy Hopkins Joyce, actrice de Broadway.

## Source de la traduction
- (en) Cet article est partiellement ou en totalité issu de l’article de Wikipédia en anglais intitulé « Berkley, Virginia » (voir la liste des auteurs).